# Juan Gil Navarro
Juan Manuel Gil Navarro (ur. 15 sierpnia 1973 roku w Buenos Aires) – argentyński aktor telewizyjny i teatralny.
Syn dziennikarza Manuela i sekretarki Alejandry, uczęszczał do niemieckiej szkoły Rudolf Steiner Schule we Florida, w prowincji Buenos Aires, gdzie w wieku szesnastu lat zadebiutował jako aktor teatralny. Wystąpił na scenie m.in. w przedstawieniach: Ofelia i czystość (Ofelia y la pureza, 1998), Pogodne kobiety Szekspira (Las alegres mujeres de Shakespeare, 1999), Comedieta (2000), Złośliwe utwory (Canciones maliciosas, 2000), Skrzypek na dachu (El violinista en el tejado, 2002), Cesarskie cięcie (Cesárea, 2002),  W Granadzie (La Granada, 2003), Kopciuszek (Floricienta, 2004, 2007) jako książę, Tango straconych (Tango perdido, 2005) i Zoo z kryształu (El zoo de Cristal, 2007).
Na małym ekranie debiutował w telenoweli Roller Coaster, kolejna runda (Montaña rusa, otra vuelta, 1995–96). W telenoweli Lalola (2007) wystąpił w roli Lalo. Wziął udział także w filmie dokumentalnym Kim jest Alejandro Chomski? (¿Quién es Alejandro Chomski?, 2002) u boku Jima Jarmuscha, Julie Delpy, Bena Gazzary, Nancy Allen, Facundo Arany, Ellen DeGeneres i Davida Keitha. Wielkim sukcesem okazała się kreacja Fernando w melodramacie Piosenki złośliwe/Kiedy ktoś kocha mnie (El día que me amen, 2003), za którą odebrał nagrodę im. Florencio Sáncheza.
Po rozpadzie pierwszego małżeństwa, w dniu 3 sierpnia 2006 roku zawarł cywilny ślub z Natalią Litvack.

## Filmografia

### telenowele
- 2008: Vidas robadas jako Nicolás Duarte
- 2007: Lalola jako Ramiro „Lalo” Padilla
- 2005: Hombres de honor jako Rocco Onoratto
- 2004: Opowieści o seksie zwykłych ludzi (Historias de sexo de gente común) jako Diego
- 2004: Kopciuszek (Floricienta) jako Federico Fritzenwalden
- 2003: Cygańska miłość (Soy gitano) jako Segundo Soto
- 2002: Fortuna miłości (1000 millones) jako Ariel
- 2001: Código negro jako Juan Carlos Rizzo
- 2001: El Sodero de mi vida jako Fidel
- 2001: Los Médicos (de hoy) 2 jako Daniel
- 2000: Primicias jako Rodrigo
- 2000: Calientes
- 1999: Verano del '98 jako León
- 1998: Gasoleros jako Wolfraid
- 1998: La Nocturna
- 1997: De corazón
- 1996: Sueltos
- 1995: Montaña rusa, otra vuelta jako Micky

### filmy kinowe
- 2003: Kiedy ktoś kocha mnie (El Día que me amen) jako Fernando